# Abū Tālib ibn ʿAbd al-Muttalib
Abū Tālib ibn ʿAbd al-Muttalib (arabisch أبو طالب بن عبد المطلب, DMG Abū Ṭālib b. ʿAbd al-Muṭṭalib; * um 550; † 619) war ein Onkel des Propheten Mohammed und spielte in seinen letzten Lebensjahren eine wichtige Rolle als dessen Schutzherr in Mekka. Sein eigentlicher Name war ʿAbd Manāf, doch wurde er häufiger nach seinem erstgeborenen Sohn Tālib mit der Kunya Abū Tālib bezeichnet. Er war der Vater von ʿAlī ibn Abī Tālib und damit auch der Stammvater aller Aliden.

## Familiäre Verhältnisse
Abū Tālib war der Sohn von ʿAbd al-Muttalib ibn Hāschim, der damals die Führung des quraischitischen Clans der Banū Hāschim innehatte, und Fātima bint ʿAmr aus dem ebenfalls quraischitischen Clan der Machzūm. Von seiner Frau Fātima bint Asad hatte Abū Tālib vier Söhne: Tālib, ʿAqīl, Dschaʿfar und ʿAlī. Hinsichtlich des Altersabstandes zwischen ihnen wird überliefert, dass er jeweils zehn Jahre betrug, allerdings steht dieser wenig glaubwürdigen Überlieferung eine andere Überlieferung gegenüber, wonach ʿAqīl und Dschaʿfar nur zwei Jahre auseinander waren. Durch seinen Bruder ʿAbdallāh, der bereits früh verstorben war, war Abū Tālib Onkel des Propheten Mohammed.

## Als Oberhaupt der Banū Hāschim
Als ʿAbd al-Muttalib starb, erbte Abū Tālib von ihm die Führung des Clans der Banū Hāschim. Gleichzeitig übernahm er die Sorge für Mohammed, den nach dem Tode seiner Eltern ʿAbd al-Muttalib bei sich aufgenommen hatte. Abū Tālib war Karawanenhändler und im Handel mit Syrien tätig. Als er später verarmte, gab er seinen Sohn Dschaʿfar in den Haushalt seines Bruders al-ʿAbbās. ʿAlī kam in den Haushalt seines Neffen Mohammed, der zu dieser Zeit durch die Heirat mit Chadidscha bereits einigermaßen wohlhabend war. Er wurde zu einem der ersten Anhänger des Propheten.
Nachdem Mohammed begonnen hatte, in Mekka seine neue Lehre zu verbreiten, wurde Abū Tālib von anderen Mitgliedern des Clans gedrängt, seinen Neffen ruhigzustellen. Dieser aber hielt seine Hand über Mohammed und wirkte bis zu seinem eigenen Tod im Jahre 619 als dessen Beschützer. Nach Abū Tālibs Tod wurde Abū Lahab zum neuen Oberhaupt des Clans der Haschimiten, der Mohammed feindlich gegenüberstand. Mohammed war dadurch seinen Gegnern schutzlos ausgesetzt und sah sich gezwungen, Mekka zu verlassen und nach Medina zu ziehen (Hidschra).
Die Nachkommen Abū Tālibs, die sogenannten Tālibiden (arab. Ṭālibīyūn) spielten während der Umayyaden- und frühen Abbasidenzeit eine wichtige Rolle als Anführer religiös-politischer Oppositionsbewegungen. Von ihren Kämpfen und Aufständen handelt das Buch Maqātil aṭ-Ṭālibīyīn von Abū l-Faradsch al-Isfahānī.

## Die Diskussion um sein Verhältnis zum Islam
Viel diskutiert wurde die Frage, ob Abū Tālib selbst Muslim geworden ist. Die Sunniten gingen davon aus, dass er dem alten Glauben bis zu seinem Tod anhing. Hierbei stützten sie sich auf eine bekannte Überlieferung, wonach Mohammed für seinen Onkel nach dessen Tod um Vergebung gebeten hatte, ihm dies jedoch von Gott durch Offenbarung von Sure 9:113 verboten worden war: „Der Prophet und die Gläubigen dürfen für die Beigeseller nicht um Vergebung bitten, auch dann nicht, wenn es Verwandte sind, nachdem ihnen klar geworden ist, dass sie Insassen des Höllenfeuers sein werden.“
Die Lehrauffassung, dass Abū Tālib, genauso wie die Propheteneltern, als Ungläubiger gestorben ist, ist sogar zum Glaubensartikel einer hanafitischen Bekenntnisschrift geworden. Die Schiiten dagegen erachten Abū Tālib als Muslim und weisen auf seinen persönlichen Einsatz für Mohammed und seine Anhänger hin. Dem Nachweis, dass Abū Tālib innerlich zum Islam übergetreten sei, dient auch die 2012 über ihn publizierte Monographie von ʿAlī Ṣāliḥ Rasan al-Muḥammadāwī.

## Belege
1. ↑  Vgl. Muhammad ibn Saʿd: Kitāb aṭ-Ṭabaqāt al-kabīr. Ed. E. Sachau. 9 Bde. Leiden 1904–1940. Bd. IV/1, S. 28. Hier online abrufbar: http://archive.org/stream/biographien4pt1a2ibnsuoft#page/199/mode/2up und Musʿab az-Zubairī: Kitāb Nasab Quraiš. Ed. E. Levi-Provençal. 3. Aufl. Kairo: Dār al-Maʿārif 1982. S. 39.
2. ↑  Vgl. al-Masʿūdī: Murūǧ aḏ-ḏahab wa-maʿādin al-ǧauhar. Ed. Barbier de Meynard et Pavet de Courteille. 9 Bde. Paris 1861–1877. Bd. IV, S. 290. Hier online einsehbar: http://archive.org/stream/lesprairiesdor04masuuoft#page/290/mode/2up
3. ↑  Vgl. Laura Veccia Vaglieri: Art. „Djaʿfar ibn Abī Ṭālib“ in Encyclopaedia of Islam. Second Edition. Bd. II. S. 372.
4. ↑  Vgl. Rubin und Muhammadāwī 140-44.
5. ↑  Vgl. A.J. Wensinck: The Muslim Creed. Its Genesis and historical development. Cambridge 1932. S. 197.

| Personendaten    | Personendaten                                               |
| ---------------- | ----------------------------------------------------------- |
| NAME             | Abū Tālib ibn ʿAbd al-Muttalib                              |
| KURZBESCHREIBUNG | Onkel des Propheten Mohammed und dessen Schutzherr in Mekka |
| GEBURTSDATUM     | um 550                                                      |
| STERBEDATUM      | 619                                                         |